# Doney Park, Arizona
Doney Park är en ort (CDP) i Coconino County, i delstaten Arizona, USA. Enligt United States Census Bureau har orten en folkmängd på 5 395 invånare (2010) och en landarea på 38,7 km².